# Медаль «За Участие в Сентябрьском восстании 1923 г.»
Медаль «За Участие в Сентябрьском восстании 1923 г.» (болг. Медал «За участие в Септемврийското въстание 1923 г.») — награда Народной Республики Болгарии, учреждённая декретом № 960 Великого народного собрания от 15 июня 1948 года. Выпущена в честь 25-летнего юбилея сентябрьского восстания.

## История
Награда выпущена во время заседания 6-го Великого народного собрания Болгарии. К тому времени уже образовалось государство НРБ и были учреждены государственные награды. Эта награда принадлежит к переходному типу наград Болгарии: от царского типа к социалистическому типу. Это выделяется в типичной для царского периода треугольной колодке и Австро-Венгерском методе закрепления медали на ленте — технологии «ловящего крюка»; по такому же принципу созданы другие ранние медали НРБ.
Мастер-медальер и автор проекта — скульптор Кирилл Тодоров. На Государственной Ювелирной Фабрике в Софии было отчеканено 10 040 медалей.

## Статут
Медалью награждаются все дожившие до 15 июня 1948 года ветераны сентябрьского восстания. Посмертные награждения не проводились. Награда носится на левой стороне груди после орденов. Медаль имеет 1 степень. Повторных награждений быть не может. Также известны случаи награждения участников Июньского восстания 1923 года.

## Описание награды
Медаль имеет форму правильного круга, диаметром 29 мм. Медаль посеребрена. Медали могут изготавливаться из различных сплавов меди: латуни, бронзы.
На аверсе: правой части аверса изображены лидеры сентябрьского восстания — Георгий Дмитров (в самой правой части) и Васил Коларов (левее Дмитрова). Чуть ниже их лиц — надпись «23-IX-1923 ПОДГОТВИ 9-IX-1944». Они повёрнуты лицами влево и смотрят на фигуры крестьянина (в самой левой части) и рабочего (правее крестьянина). В руке крестьянина серп, у рабочего — молот. У фигуры рабочего также расположена наковальня и зубчатое колесо.
На реверсе: в самом низу надпись «СЕПТЕМВРИ 1923 ГОДИНА». От надписи исходят дубовые и лавровые ветви. В центре — фигуры людей, которые повёрнуты в сторону гористой местности. У толпы в руках разные предметы: орудия быта и винтовки. В самом центре — человек, поднявший руку с винтовкой вверх, другой рукой обнимающий другого человека, который удерживает знамя.
Узоры на аверсе и реверсе могут отличаться мелкими деталями.
Ушко у медали повёрнуто вертикально.
Лента медали треугольная, выполнена из муарового шёлка, вишнёво-красная, по краям которой 2 оранжевые полосы. Лента крепится к медали технологией «ловящего крюка».

Футляр для медали красного цвета, на крышку нанесён герб НРБ и название медали. 

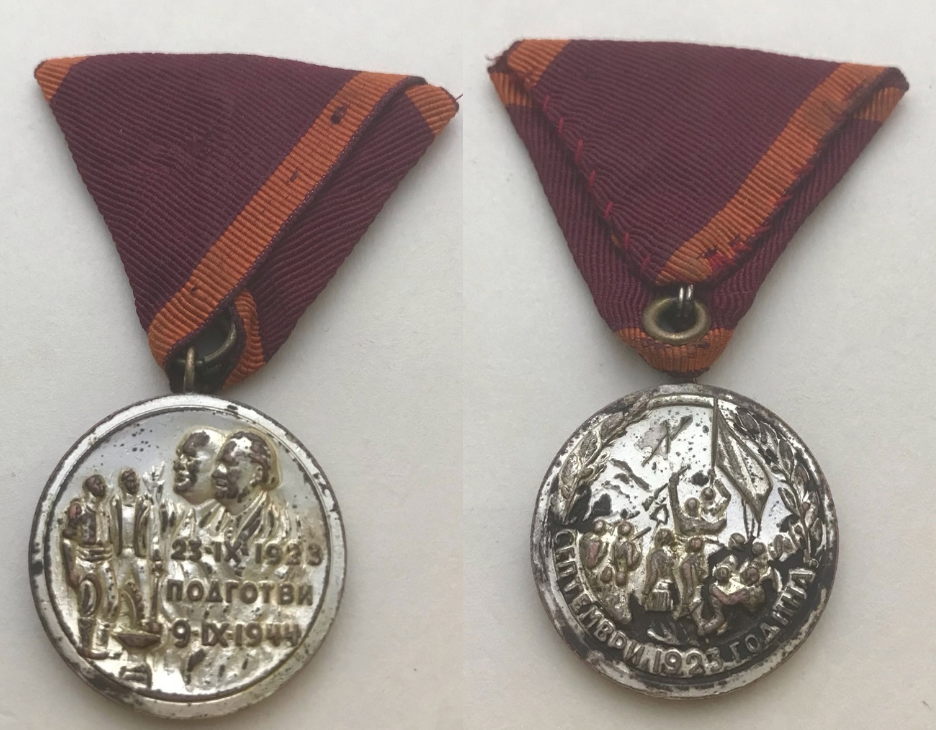
Медаль, аверс и реверс
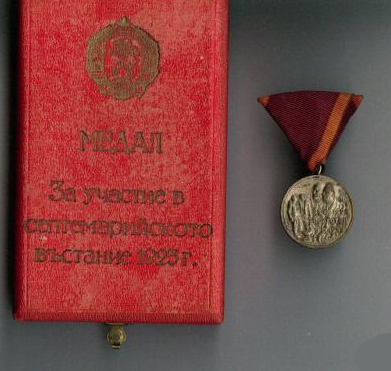
Медаль с футляром